# Angolar
Het Angolar is een op het Portugees gebaseerde creoolse taal, die wordt gesproken in het Afrikaanse land Sao Tomé en Principe. De taal is ontstaan uit het door Portugees, gesproken door de kolonisten op Sao Tomé, enerzijds en het Kimbundu, gesproken door de uit Angola afkomstige slaven die naar Sao Tomé gebracht werden anderzijds.
De taal is verwant aan het Forro, de moedertaal van de grote delen van de bevolking van Sao Tomé, het Principecreools, de creoolse taal van het eiland Principe en het Fa D'ambu dat op het tot Equatoriaal-Guinea behorende eiland Annobón wordt gesproken.
Het Angolar had in 1998 naar schatting 5.000 moedertaalsprekers.